# 宝贝计划
《寶貝計劃》是2006年上映的一部香港動作喜劇電影，由陳木勝执导，成龍、李忠志和成家班任動作設計，成龙、古天乐、許冠文、高圆圆等主演。電影也是導演陳木勝和成龍繼《新警察故事》後再次合作，故事講述三名慣偷不爽的竊賊為一時貪念而偷走了一個身價高貴的可愛寶貝，卻因為寶貝的出現使他們各自的生活改善，引發了不少笑料的故事；意在向美國電影《撫養亚利桑那》致敬。

## 劇情
人字拖、百達通和包租公是香港小有名氣的爆竊三人組，每人手段高超、各盡其責、行事全面，私底下也各有各的壞毛病。人字拖沉迷賭博、生活落魄而遭到家人嫌棄；百達通妄想吃軟飯而冷落妻子白燕，一天到晚周旋於大量名媛中；而包租公視錢如命、慣偷不爽，只想存錢領養孩子好讓妻子走出喪子之痛。一晚，人字拖和百達通在一棟醫院偷竊，碰巧捲入香港兩個首富家族洪家和李家的豪門情怨中。洪家公子建邦不滿前女友、李家千金敏兒拋棄他，欲將她剛出世的孩子搶走，但建邦卻在爭奪中不慎墜樓身亡，人字拖和百達通以及碰巧遇到的女護士淑芬聯合拯救掉下來的孩子後溜之大吉。
一個多月後，債台高築的人字拖遭遇上門討債，回家探親時遭父親當眾訓斥、轟出家門。百達通被揮霍無度的千金女友花光積蓄，而包租公則是家中裝有三百萬現金的保險箱被爆竊。三人因此同時跌入人生最低谷，急需用錢之下迅速接下一宗大買賣，奉命潛入李家大宅偷走他們一家的可愛小寶貝，原本猶豫不決的三人看在幾百萬橫財的慾望下還是繼續進行。但前去交易的路上，百達通飆車而碰上警察路障，大難臨頭的三人只好趁混亂沖路障離開，卻不慎開車沖下山丘。包租公決定留下拖住警察，讓人字拖和百達通將寶貝帶回去，直到他十日後出獄重新交易。
當父母的難做讓他們兩個沒有經驗的大男人無可奈何，只好乖乖去報名一節由淑芬開辦的育兒課好好學習。幾天下來，人字拖和百達通逐漸和寶貝產生感情，寶貝也喜歡上他們倆的風趣，開始將他們視為父母一般。人字拖還因為要照看寶貝而無法進賭場，開始慢慢克服愛賭的毛病，而百達通也因為照顧寶貝許久，考慮要和妻子修補關係。但洪家大老爺洪峰認定寶貝就是他的親孫子而對他望眼欲穿，將沒送到貨的包租公聯絡人七叔關入躺著他兒子遺體的冷凍室裏活活凍死。人字拖和百達通去上課時剛好被洪家的人撞見，引發爭端之下，人字拖只能拜託淑芬帶寶貝先回家。
兩人逃回家不久，人字拖的兩個債主以及他身為高級督察的老同學莫史迪、包括白燕相繼到訪，他們只好想辦法慢慢送走所有人。洪家打手光頭仔試圖搶走寶貝，不慎被莫史迪發現而暴露整件事，迫使人字拖和百達通帶著寶貝逃離家，途中一度將嬰兒車卡在一輛運鈔車上，迫使兩人分頭全速追趕，最後還是幸運搶回寶貝。當寶貝生病後，人字拖回去向家人借藥，卻發現他家人正努力籌錢幫他還清債務，下樓時還碰見因中風而剛出院的父親。人字拖領略到他執迷不悟的行為連累到家人，於是對父親痛哭認錯。包租公被釋放後得知洪峰準備付三千萬來要走寶貝，利慾薰心之下便一口答應他。
在包租公的安排及慫恿之下，人字拖三人於夜晚將寶貝交給洪家後換來三千萬現金，寶貝因為與他們分開而聲嘶力竭地痛哭。看不下去的人字拖和百達通瞬間找回良知，奮不顧身地沖回去救他；包租公卻一人帶著錢跑掉。兩人在洪家的遊樂園裏逃竄後，因無路可走而被迫將寶貝交出去，洪峰聲稱他已經失去兒子，因此不能再失去孫子。但洪峰查看寶貝的DNA檢驗報告，得知寶貝跟建邦毫無血緣關係，於是來到冷凍室而將寶貝放在兒子遺體旁說出事實，隨後因打擊沉重而精神錯亂。隨著寶貝因為太冷而陷入昏迷，人字拖和百達通衝破十幾名打手闖進去救寶貝，但雙方的打鬥不慎反鎖冷凍室的高級防盜門。兩人在冷凍室裏困數小時，盡可能讓寶貝保持溫暖，直到包租公良心發現而聯繫莫史迪前來營救，用高超開鎖技術打開冷凍室的高級密碼鎖才救出他們。
人字拖和百達通帶著寶貝出去搶救，用汽車電線實施好幾次心臟電擊卻還是昏迷不醒。警察趕到後將寶貝載上救護車送院急救，人字拖和百達通試圖追趕，卻最終雙雙力盡昏倒在路上。現場人包括洪峰全部被捕，而人字拖、百達通和包租公進獄中徹底反思，紛紛對各自的家人表示懺悔。所幸的是，寶貝因為他們事先搶救而最終清醒，平安回到他父母身邊。李家對人字拖三人最後的英勇舉動心存感激，因此透過莫史迪幫忙向律政司求情，給他們減掉不少刑期。幾個月後，三人在監獄開放日當天上演完死刑示範表演後，得以面會所有家人。而李家也帶著滿臉微笑的寶貝來探望，並邀請人字拖三人出獄後來為他們工作：人字拖當貼身保鏢、百達通當司機、包租公當保安。當三人熱情地答應後，最後得知寶貝的名字叫「李家成」。

## 演員表
| 演員             | 角色           | 介紹 |
| 成龍             | 人字拖         | 竊匪，能幹又能打，卻因好賭而負債累累，十賭九輸、執迷不悟的他因此和家人們疏離，但他吊兒郎當的表面下其實有一顆善良的心。 |
| 古天樂           | 百達通         | 竊匪，人字拖的拍檔，酷愛飆車，遊手好閒。身為有婦之夫卻整天喜歡在外泡有錢妞，冷落妻子且完全不知道自己錯。               |
| 許冠文           | 包租公         | 竊匪，精通盜竊和開鎖，有原則卻也視錢如命，有時為了利益不惜跨越不該跨的界限，一心只想存錢來收養小孩。                   |
| 高圓圓           | 淑芬 Melody    | 來自陝西的女護士，來香港交流過程中與人字拖意外成為知己，協助人字拖找回良知。                                           |
| 蔡卓妍           | 白燕           | 百達通的妻子，喜歡裝扮自己的宣傳銷售員。                                                                               |
| Matthew Medvedev | 李家成 Matthew | 所有人都在爭奪的可愛寶貝，Calvin和敏兒之子，                                                                           |
| 應采兒           | 敏兒 Mani      | 李太太之女，Matthew之母                                                                                                |
| 尹子維           | 洪建邦 Max     | 洪家大少爺，敏兒的前男友，由於無法承受失戀的打擊，打算搶走她孩子時卻不慎墜樓身亡。李日昇飾演少年時的建邦。             |
| 余安安           | 李太太         | 香港女首富，敏兒之母，Matthew之外婆                                                                                    |
| 杜麗莎           | 包租婆         | 包租公之妻，多年前經歷喪子之痛而有些精神失常。                                                                         |
| 連凱             | 凱文 Calvin    | 敏兒之夫，Matthew之父                                                                                                  |
| 黃毓民           | 七叔           | 包租公的金主及聯絡人。                                                                                                 |
| 元彪             | 莫史迪         | 香港警隊高級督察，人字拖的老同學，持續追捕他多年。                                                                     |
| 陳寶國           | 洪峰           | 香港富商兼黑社會老大，建邦之父，以為Matthew是建邦之子，兒子死後開始不擇手段般地搶奪寶貝。                              |
| 盧惠光           | 光頭仔         | 洪峰的兩名左右手，組成拍檔一起行動。                                                                                   |
| 葉山豪           | 日本仔         | 洪峰的兩名左右手，組成拍檔一起行動。                                                                                   |
| 陳子聰           | 扒皮哥 McDaddy | 賭場經營者，人字拖的債主，同時也是一名育有一子的父親。                                                                 |
| 李家仁           | 李醫生         | 婦產科醫生，幫敏兒生下過兒子。                                                                                         |
| 謝霆鋒           | 尼克 Nicholas  | 解款車司機，講話結巴。                                                                                                 |
| 吳彥祖           | 丹尼 Daniel    | 解款車保安，為一個同性戀（斷背山）。                                                                                   |
| Lisa S.          | Emily          | 百達通的女友之一，其父是亞洲十大富豪之一，買東西揮霍無度。                                                             |
| 谷峰             | 何輝           | 人字拖的年邁父親，身體長期患病，對兒子屢教不改的樣子一直嗤之以鼻。                                                     |
| 梁敏儀           | 人字拖二妹     | |
| 何華超           | 人字拖二妹夫   | |
| 蔣雅文           | 人字拖三妹     | |
| 李逸朗           | 人字拖三妹夫   | |
| 張同祖           | 赤柱監獄牧師   | |
| 許紹雄           | 惩教署署長     | |
| 李忠志           | 醫院保安員     | |
| 喬寶寶           | 長毛           | |
| 蔡德鈞           | 車行經理       | |
| 王合喜           | 阿琪           | 收數佬 |
| 黃文慧           | 玩具店收銀員   | |
| 林家棟           | 救護員         | |
| 樋口明日嘉       | 電單車女學神   | |
| 周家聲           | 壽司店老闆     | |

## 電影歌曲
| 曲別   | 歌曲                     | 作曲   | 作詞   | 編曲   | 監製   | 演唱者                                  |
| ------ | ------------------------ | ------ | ------ | ------ | ------ | --------------------------------------- |
| 主題曲 | 《爸媽的話》（粵語）     | 陳輝陽 | 周耀輝 | 杜自持 | 陳永明 | 泳 兒                                   |
| 主題曲 | 《爸媽的話》哼唱（粵語） |        |        |        |        | 泳 兒                                   |
| 主題曲 | 《爸媽的話》國語         | 陳輝陽 | 林 夕  | 陳輝陽 | 陳輝陽 | 成 龍、許冠文、古天樂、Matthew Medvedev |

## 花絮
- 该片正式被63届威尼斯影展官方邀请，挑选为2006年度非参赛电影。
- 在片场，全组摄制队伍超过100人替成龙高唱生日歌庆祝成龙52岁生日。
- 成龙在赶拍本片时不幸被特技所伤，原来一位穿错鞋的特技人员当胸给了成龙一脚，成龙因此不得不入院检查伤势。虽然伤痛难挡，但医生称成龙一切正常。
- 阔别大银幕十年后的陈宝国借由本片，再回大银幕，在本片中扮演黑帮首领。
- 在香港中环石板街，成龙与古天乐拍摄一场他们同时被多帮人追杀，要爬水渠逃生的戏份，由于亲身上阵，大哥不慎撞到鼻子及面颊，红了一片。
- 在拍摄一场巴士戏时，古仔与成龙修改剧本，改为：古仔跳下巴士后，双手搭住成龙，把其脸转过来，然后一张嘴唇快速印在成龙的嘴唇上，两个大男人四片嘴唇亲了一亲。于是，就有了两个猛男当街激吻一场。
- 本片的主打歌《宝贝歌》由成龙亲自演唱。在该歌的MV中，我们可以看到许多幽默搞笑而温情的拍摄花絮。成龙感言：“我现在会冲奶粉，会闻她是不是拉了尿，学会了很多东西，但我还不会换尿布。”
- 成龙表示自己一直都希望寻求改变，“以前都是打来打去，我希望观众以后可以看到我更多方面的表现，尤其是文戏。之后很多人再见到我时会很温柔地说‘哦，Jackie Chan’。”成龙坦言，希望自己是一个会演动作片的演员，而不愿意只做一个动作演员。

## 獎項
| 頒獎典禮             | 獎項         | 名單                 | 結果 |
| -------------------- | ------------ | -------------------- | ---- |
| 第26屆香港電影金像獎 | 最佳新演員   | Matthew Medvedev     | 提名 |
| 第26屆香港電影金像獎 | 最佳動作設計 | 成龍、李忠志、成家班 | 提名 |

## 外部連結
- Yahoo奇摩電影上《宝贝计划》的資料（繁體中文）
- 開眼電影網上《宝贝计划》的資料（繁體中文）
- 豆瓣电影上《宝贝计划》的資料 （简体中文）
- 时光网上《宝贝计划》的資料（简体中文）
- AllMovie上《宝贝计划》的资料（英文）
- 爛番茄上《宝贝计划》的資料（英文）
- 香港影庫上《宝贝计划》的資料（繁體中文）
- 互联网电影数据库（IMDb）上《宝贝计划》的资料（英文）